# Qolqol ka Madoobe

Qolqol ka Madoobe (ook: Qolqol-ka Madobeh, Oolqol ka Madoobe, Qolqolka Madoobe) is een groot dorp in het district Oodweyne, regio Togdheer, in de niet-erkende staat Somaliland (en dus formeel gelegen in Somalië).

Qolqol ka Madoobe ligt op een savanne-achtige hoogvlakte, 1000 m hoog, en hemelsbreed ca. 44 km ten zuidwesten van de districtshoofdstad Oodweyne. Het dorp bestaat uit twee parallelle straten; er zijn twee uitgegraven drinkwaterreservoirs voor vee. Tot op enige afstand van het dorp liggen tientallen verspreide veekralen en omheinde stukjes land, deels voor gebruik als moestuintjes en beschermd tegen grazend vee.
Qolqol ka Madoobe is slechts via zandpaden verbonden met de rest van het district; dorpen in de omgeving zijn Cabdi Dheere en Cabdi Faarah.